# Δ18O
δ18Oとは、酸素の安定同位体である18Oと16Oの存在比を表す量。地球化学、古気候学、古海洋学の分野において、降水温度の尺度としてや、地下水と鉱物の相互作用について調べるため、あるいはメタン生成のように同位体分別作用がある過程の指標として用いられる。地質時代を扱う科学の諸分野では、サンゴや有孔虫、氷床コアから得られる酸素同位体比データが温度の代替指標とされる。酸素同位体の間の分別は、速度論的、平衡論的、もしくは質量非依存な分別過程によって生じる。 
δ18Oはパーミル（‰）単位で以下のように定義される。 
{\displaystyle \delta {\ce {^{18}O}}=\left({\frac {\left({\frac {{\ce {^{18}O}}}{{\ce {^{16}O}}}}\right)_{\mathrm {sample} }}{\left({\frac {{\ce {^{18}O}}}{{\ce {^{16}O}}}}\right)_{\mathrm {standard} }}}-1\right)\times 1000} ‰
ここで標準の同位体組成 (18O/16O)standard は既知とする（ウィーン標準平均海水など）。  

## メカニズム

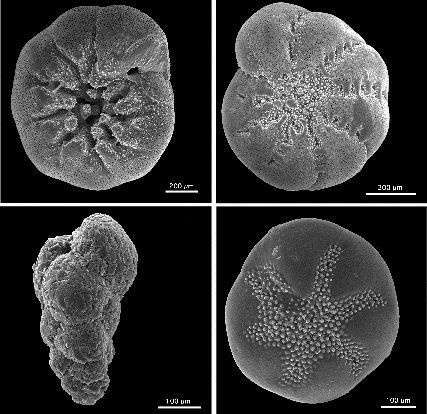
有孔虫試料。

有孔虫の殻は炭酸カルシウム（CaCO3）からなり、多くの地質環境で見られる。殻が形成されたときの周囲水温を間接的に求めるために用いられるのが18Oと16Oの比である。この比は周囲水の温度や塩分濃度のほか、氷床に閉じ込められた水の量のような要因によってわずかに変化する。 
δ18Oには局所的な蒸発と淡水流入の効果も反映されている。海水からの蒸発では軽同位体16Oを含む水分子が優先されるため、雨水は16Oが豊富となる。同様に水蒸気が凝結するときには重同位体18Oを含む水分子が優先される傾向がある。したがって、蒸発の盛んな熱帯や亜熱帯の海洋表層では18Oの比率が相対的に高く、降水の多い中緯度では低くなる。大気中の18O量は熱帯から極にかけて徐々に減少していく。カナダの雪に含まれる18Oはフロリダの雨と比べてはるかに少ない。同じように、重い18Oは氷床の辺縁で先に降下するため、氷床の中心に降る雪は辺縁より18Oのシグネチャが弱い。 
以上のような理由で、地球全体の蒸発・降水パターンを変質させるような気候変動があるとδ18Oのバックグラウンド値も影響を受ける。

## 温度の指標として
エプスタインら（1953年）は、塩分濃度や氷床体積の効果を無視し、温度変動のみが指標に寄与するという単純化に基づいて、0.22‰のδ18O上昇が1 °Cの温度低下に相当すると見積もった。正確には、エプスタインらが与えたのは以下のような二次の外挿式である。 
{\displaystyle T=16.5-4.3\mathrm {\delta } +0.14\mathrm {\delta ^{2}} }
ここで T は°C単位で表した温度、δ は炭酸カルシウム試料のδ18Oである（温度範囲9~29 °Cでの最小二乗法フィットによる。標準偏差0.6 °C）。

## 古気候学

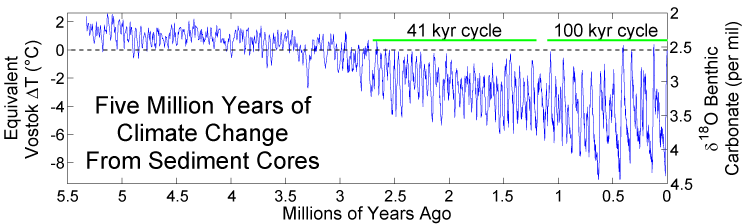
リシェツキとレイモによって復元された気候記録（2005年）。

氷床コアのδ18Oを用いると氷床形成時の温度を知ることができる。 
リシェツキとレイモ（2005年）は、世界各地57か所の深海堆積物コアから得られた底生有孔虫のδ18Oデータを地球全体の氷床質量の代替指標とすることにより過去500万年の気候を復元した。 
リシェツキらは氷床量が日射量の軌道変動（ミランコビッチ・サイクル）から強制力を受けているという仮説に基づいて、57コアの記録を重ね合わせたスタックに軌道チューニングを施した。結果として得られた同位体比の変動は、ボストーク基地で得られた過去42万年にわたる既知の温度記録と似た形をしていた。δ18Oの記録を右図右軸に示す。左軸はボストーク温度記録とのフィッティングによってδ18Oを温度に換算したものである。